# James Sixsmith
James Sixsmith, född 26 mars 1984 i Alexandria, Virginia, är en amerikansk professionell ishockeyspelare som spelar för Lørenskog IK i GET-ligaen.